# TuS Mondorf
Der TuS Mondorf (offiziell: Turn- und Spielverein 1910/1920 e. V. Mondorf) wurde 1910 als „Turn-Verein Vater Jahn Mondorf“ gegründet. 1920 war das Gründungsjahr des Fußballklubs „Adler Mondorf“. 1938 kam es zum Zusammenschluss beider Vereine zum TuS Mondorf, der heute mit ca. 1100 Mitgliedern der größte Sportverein in Niederkassel-Mondorf ist. Aushängeschild sind die Volleyballmänner, die seit 2019 in der 2. Bundesliga Nord spielen.

## Volleyball
Volleyball wird beim TuS Mondorf seit 1978 gespielt. Der ersten Männermannschaft gelang 2012 der Aufstieg in die Regionalliga West, 2017 der Aufstieg in die 3. Liga West und 2019 der Aufstieg in die 2. Bundesliga Nord. 2022 und 2023 gewannen sie hier die Meisterschaft.
Cheftrainer sind Sven Vollmert und Tasos Vlasakidis, Co-Trainer ist Tobias Braun und Teammanager ist Klaus Utke. Die Heimspiele des TuS Mondorf werden in der Hardtberghalle in Bonn ausgetragen.
Beim TuS-Volleyball gibt es noch eine weitere Männermannschaft, eine Frauenmannschaft und mehrere Jugendmannschaften. Die Senioren/Seniorinnen gewannen zahlreiche Westdeutsche Meistertitel und nahmen an Deutschen Meisterschaften teil, wobei die Senioren dreimal (2013, 2017 und 2018) Deutscher Ü35-Vizemeister wurden.

## Fußball
Die Fußballer des TuS Mondorf stiegen im Jahre 2002 in die Landesliga Mittelrhein auf und erreichte dort in der Saison 2006/07 den dritten Platz hinter dem FC Hennef 05 und dem VfL Alfter. Drei Jahre später stiegen die Mondorfer in die Bezirksliga ab und kehrten im Jahre 2013 wieder in die Landesliga zurück. Ende der 2010 wurde das Team zu einer Fahrstuhlmannschaft und stieg 2016 in die Bezirksliga ab, schaffte daraufhin den direkten Wiederaufstieg nur um 2018 erneut nach nur einem Jahr wieder in die Bezirksliga abzusteigen. Im Jahre 2020 gelang den Mondorfern der Wiederaufstieg in die Landesliga. Vier Jahre später stieg die Mannschaft erneut in die Bezirksliga ab, schaffte aber den direkten Wiederaufstieg.

## Weitere Sportarten
Außer Volleyball und Fußball werden beim TuS Mondorf noch die Sportarten Basketball, Lauftreff und Turnen ausgeübt.